# Викрадена
«Викрадена» (англ. Taken) — бойовик режисера П'єра Морель. Світова прем'єра відбулася 27 лютого 2008 року. 2012 року вийшло продовження фільму — «Викрадена 2».
В український прокат стрічка не вийшла.
Девіз фільму — «Вони забрали його дочку. Він забере їхні життя.» Рейтинг MPAA — PG-13.
Українською фільм переклала та озвучила Студія «Омікрон» 25 грудня 2012 року в рамках проєкту від сайту Hurtom — «Хочеш кіно українською? Замовляй!».

## Сюжет
Колишній секретний агент американських спецслужб Брайан Міллс (Ліам Нісон), який пішов у відставку, аби бути ближче до своєї дочки Кім (Меґґі Ґрейс), від дружини з якою він зараз розлучений. Дізнається, що його дочку викрали в Парижі, куди та вирушила зі своєю подругою. Дізнавшись через старі зв'язки, що у нього є всього чотири доби (96 годин) до того, як Кім остаточно зникне, він вирішує не звертатися в поліцію, а врятувати дочку самотужки. Завдяки своїм професійним якостям, він знаходить слід, вирушає до Франції і знаходить квартиру, де викрали його дочку з її подругою. Пізніше він дізнається, що до їх викрадення причетні албанські торговці людьми. які хочуть продати дівчат у сексуальне рабство.
Знайшовши їх лігво, головний герой дізнається, що його дочку скоро продадуть як наложницю одній впливовій людині. З'ясувавши, де відбудеться передача його дочки, Міллс вирушає туди і рятує її.

## У ролях
| Актор          | Роль        |
| -------------- | ----------- |
| Ліам Нісон     | Браян Міллс |
| Меґґі Ґрейс    | Кім Міллс   |
| Фамке Янссен   | Ленор Міллс |
| Кеті Кессіді   | Аманда      |
| Ліленд Орсер   | Сем Гілрой  |
| Джон Гріз      | Марк Кейсі  |
| Ксандер Берклі | Стюарт      |

## Виробництво
Зйомки, що здійснювалися компанією Люка Бессона «Europacorp», переважно проходили в Парижі і частково в Лос-Анджелесі. Відомі місця, які помітні у фільмі, включають аеропорт Лос-Анджелесу, Стейплс-центр, Ейфелеву вежу, аеропорт Шарля де Голля та паризький Міст Мистецтв.
Під час монтажу П'єр Морель був змушений вирізати деякі сцени для того, щоб фільм був допущений на екрани в США під рейтингом PG-13, на якому наполягала студія 20th Century Fox. Наприклад, у відредагованій версії сцена допиту Марко із застосуванням цвяхів і електропроводу була значно урізана, так само як і сцена в підвалі будинку Сен-Клера. Пізніше «20th Century Fox» випустила оригінальну версію на DVD під заголовком «розширена версія», яка не потрапила в кінотеатри..

## Збори і реакція
У США фільм вийшов на екрані у вихідні, коли в США проходить одне з найпопулярніших в країні спортивних заходів — «Супербоул». Попри це, фільм за перші вихідні зібрав 9,4 мільйона доларів, встановивши рекорд за зборами серед фільмів, випущених під час «Супербоул вікенду». Загалом касові збори фільму склали 225,4 мільйона доларів (145 мільйонів в США і Канаді та 80,4 мільйона в інших країнах).
Відгуки були неоднозначними: на сайті Rotten Tomatoes фільм має рейтинг «гнилий» на 58 відсотків. Журналіст «Тайм» Річард Корлісс сказав, що фільм не показує нічого, окрім «дюжини побитих лиходіїв і одного вбитого на дорозі». Ден Кой з «The Washington Post» описав фільм як «середній трилер зі смертоносним професіоналом як головним героєм», порівнявши дію з фільмами про Джейсона Борна. Дерек Еллі, журналіст «Variety», відгукнувся про фільм як про «убійний бойовик», додавши, що «Бессон і Морель мудро не дають глядачеві ні секунди задуматися про малоймовірні збіги в сценарії». З моменту викрадення Кім до прибуття Брайана в аеропорту Парижу події розвивається стрімко, ніби це фільм про Бонда, який накачаний стероїдами.